# Burgrest Hüneberg
Der Burgrest Hüneberg, auch als Burghalde bezeichnet, ist die Ruine einer Höhenburg auf einem 528,3 m ü. NN hohen Sandsteinrücken des Hünebergs über der Gemeinde Sipplingen im Bodenseekreis in Baden-Württemberg.

## Geschichte
Die Burg wurde vermutlich im 12. Jahrhundert von den Herren von Hüneberg erbaut, am 15. März 1171 wurde erstmals mit Gerungus de Huneberc ein Adliger dieser Familie erwähnt. Die Herren von Hüneberg waren Ministeriale des Klosters Reichenau, ab dem 13. Jahrhundert dienten sie den Grafen von Heiligenberg, in deren Urkunden sie mehrmals auftauchen. Das Adelsgeschlecht ist wohl während des 14. Jahrhunderts erloschen, mit ihrem Aussterben verfiel auch ihre Burg. Im Jahr 1494 wurde ein Teil des burgstals uff dem Hünenberg von einem Konstanzer Bürger verkauft.
Von der ehemaligen Burganlage auf einer ovalen Burgfläche von circa 130 mal 17 Meter befand sich eine circa 17 mal 70 Meter große Kernburg. Heute sind noch 6 Meter hohe Mauerreste des Wohnturms erhalten sowie Reste eines Abschnittsgraben